# Жернов, Юрий Владимирович
Юрий Влади́мирович Жерно́в (род. 6 июня 1987, Куйбышев, РСФСР, СССР) — российский учёный-медик, специалист в области иммунологии и гигиены окружающей среды , доктор медицинских наук, директор  Научно-исследовательского института экологии человека и гигиены окружающей среды им. А. Н. Сысина, находящегося в структуре ФГБУ «Центр стратегического планирования и управления медико-биологическими рисками здоровью» Федерального медико-биологического агентства, профессор кафедры общей гигиены  Института общественного здоровья им. Ф. Ф. Эрисмана Первого Московского государственного медицинского университета имени И. М. Сеченова.